# کریستین آلفونسو (بازیکن فوتبال)
کریستین آلفونسو (انگلیسی: Christian Alfonso؛ زادهٔ ۲ مهٔ ۱۹۸۹) بازیکن فوتبال اهل اسپانیا است که در پست هافبک تهاجمی بازی می‌کند.